# Charles Savalette
Charles Savalette est un financier français né en 1683 et mort en 1756.

## Biographie
Charles Savalette était d'assez modeste extraction puisque son grand-père Pierre Savalette (†1671), désigné comme « bourgeois de Paris », était marchand vinaigrier dans le quartier du Marais à Paris et remporta un grand succès commercial avec ses diverses recettes de vinaigres et de moutardes. 
Son père, également prénommé Pierre (†1722) avait acquis une étude de notaire (1670) qu'il avait su faire fructifier dans d'heureuses spéculations qui l'avaient beaucoup enrichi et lui permirent d'acquérir l'hôtel de Beauvais, rue François-Miron à Paris. Il devint doyen des notaires du Châtelet, puis échevin de Paris (1690) et enfin capitoul de Toulouse (1710), charge recherchée car anoblissante.
Charles Savalette spécula heureusement sur le système de Law et augmenta sa fortune grâce à la Compagnie des Indes, dont il devint l'un des directeurs. Ayant gagné beaucoup d'argent, il put faire l'acquisition en 1724 d'une charge de fermier général. Il bénéficia de la protection de puissantes familles telles que les Orléans et les Chamillart. En 1749, il fut nommé à la charge aussi prestigieuse que lucrative de garde du Trésor royal et renonça pour celle-ci à sa charge de fermier général.
Le 28 janvier 1720, il fit l'acquisition des fiefs de Magnanville, Buchelay dans le Vexin français (actuel département des Yvelines) pour la somme de 900 000 livres. Il agrandit considérablement le domaine en faisant l'acquisition de plusieurs villages alentour, comme Rosay en 1748 que son fils revendit en 1760 à Jacques-Louis de Brétignières.
De 1750 à 1753, il fit rebâtir le château par l'architecte François II Franque. L'ampleur et le faste de la nouvelle construction, qui coûta 2 400 000 livres, stupéfièrent les contemporains.
Il épousa, le 15 avril 1712, Anne Germaine Élisabeth Gilbert de Nozières (°1693), dont il eut cinq enfants :
- Charles-Pierre de Savalette de Magnanville (1713-1797), maître des requêtes et intendant de Tours, puis directeur de la Caisse d'escompte, qui recueillit la charge de garde du Trésor royal à la mort de son père, qui épousa (1744) Marie Émilie Joly de Choin (1726-1776), dont postérité ;
- Henriette Geneviève (1715-1740) qui épousa (1732) Dominique Barberie (1696–1767), marquis de Courteilles ;
- Geneviève Florimonde (c. 1720-1742) qui épousa (1736) Pierre Grimod du Fort (1692-1748), comte d'Orsay ;
- Anastasie Jeanne Thérèse (1732-1758) qui épousa (1752) François de Broglie (1720-1757), comte de Revel ;
- Marie Michel Joseph Savalette de Buchelay (1727-1764), fermier général (1749).

## Sources
- Gabriel Caix de Saint-Aymour (préf. André Michel), Une famille d'artistes et de financiers aux XVIIe et XVIIIe siècles, les Boullongne, Paris, H. Laurens, 1919, XI-340 p. (lire en ligne)
- Jean-Claude Huvé, Un architecte des Lumières : Jean-Jacques Huvé, 1742-1808 : sa vie, sa famille, ses idées, Paris, L'Harmattan, 1994, 143 p. (ISBN 2-7384-3055-4), p. 10-13